# Great Harrowden
Great Harrowden es una parroquia civil situada en la autoridad unitaria de North Northamptonshire, en Northamptonshire (Inglaterra). Según el censo de 2021, tiene una población de 180 habitantes.
Formó parte del municipio de Wellingborough hasta su disolución en 2021, aunque aún suele usarse informalmente esa referencia.